# 霍伦施泰特
霍伦施泰特是德国下萨克森州的一个市镇。总面积21.85平方公里，总人口3187人，其中男性1566人，女性1621人（2011年12月31日），人口密度146人/平方公里。